# La Carte littéraire de Belgique
La  Belgique littéraire
La Carte littéraire de Belgique (aussi La  Belgique littéraire) est une peinture à l'huile sur panneaux d'agglomérés, réalisée par le peintre Paul Delvaux et ses élèves de La Cambre pour l'Exposition universelle de 1958, (l'« Expo 58 »).

## Historique
Cette œuvre a été transférée en février 1976 par le service de la culture de la Communauté française de Belgique dans la salle de lecture des Archives et Musée de la Littérature, institution hébergée à la Bibliothèque royale de Belgique, en présence de l’artiste et du ministre de la Culture Henri-François Van Aal. Elle y est toujours visible par les lecteurs et visiteurs.

## Description
Cette toile illustre les lieux où sont nés, où ont travaillé et vécu, non seulement des écrivains de Belgique, mais également des écrivains étrangers, soit exilés, soit voyageurs, dont le passage a laissé des traces en Belgique, à l'exemple de Paul Verlaine, Arthur Rimbaud, Charles Baudelaire, ou encore Charlotte Brontë.

### Dimensions et support de l'œuvre
Les dimensions de cette œuvre sont de 3,05 m sur 4,90 m.
Le support de l’œuvre est constitué de sept panneaux de particules (agglomérées avec une finition de placage déroulé) fixés sur un châssis de résineux. La couche picturale est appliquée sur une couche de fond blanche. Un dessin préparatoire est fait au crayon. Un quadrillage tous les 30cm a servi pour le transfert du dessin préparatoire. La couche picturale est mince avec quelques empâtements locaux (robes blanches, fleurs du chapeau). S’agit-il de peinture à huile ou acrylique ? Les premières peintures acryliques s’utilisaient avec de la térébenthine. À l’observation, il est difficile de trancher. L’encadrement actuel est fait de lattes d’aluminium.

## Symbolique
Cette œuvre s'appuie sur les documents et les renseignements du Comité des Lettres françaises de Belgique et des photographies de Roland d'Ursel.